# Skakawa (potok)
Skakawa (niem. Grundwassser) – potok górski,  dopływ Włodzicy w Polsce, w Sudetach Środkowych, we Wzgórzach Włodzickich, w województwie dolnośląskim.
Potok płynie przez Sokolicę, Grządkę (niem. Grund) i wpada do rzeki Włodzica we wsi Włodowice.

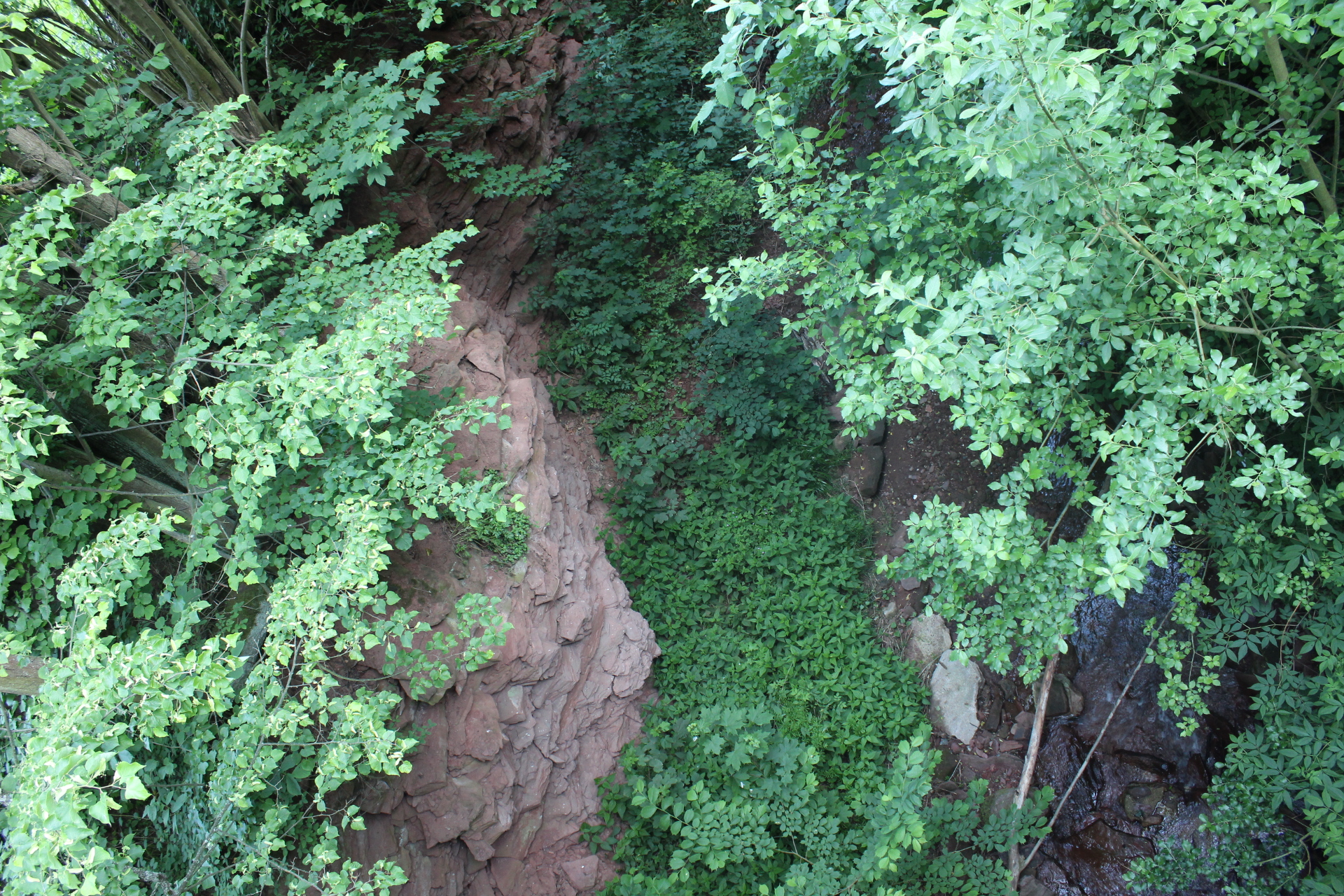
Kanion Skakawy we Włodowicach